# 필리프 예르겐센
필리프 예르겐센(덴마크어: Filip Jörgensen, 2002년 4월 16일 ~ )은 스웨덴에서 태어난 덴마크의 축구 선수로 현재 프리미어리그의 첼시에서 골키퍼로 활약하고 있다.